# Samantha Mulder
Samantha Ann Mulder (urodzona 21 listopada 1965 lub 22 listopada 1964 roku w Chilmarc, Massachusetts; zmarła w 1979 w Kalifornii) – postać fikcyjna w serialu telewizyjnym Z Archiwum X. Siostra przyrodnia agenta FBI, Foxa Muldera.

## Życiorys
Jest córką Billa i Teeny Mulderów. Dnia 27 listopada 1973 roku, w wieku 8 lat, Samantha została porwana przez kosmitów. Konsekwencją tego wydarzenia stała się obsesja jej brata na punkcie istot pozaziemskich. Jej rodzice rozwiedli się wkrótce po porwaniu.
Przez wiele lat Mulderowi kilkukrotnie wydawało się, że jest na tropie albo że wręcz odnalazł siostrę, jednak były to podstawione osoby lub klony porwanej dziewczynki. Historia zniknięcia Samanthy wyjaśnia się w odcinku "Closure" w sezonie 7. W tym odcinku Scully ogląda kasetę z 1989 roku, na której znajduje się nagranie terapii hipnozą regresywną Muldera. Później, z pomocą medium, Mulder odkrywa pamiętnik Samanthy, według którego była ona poddawana licznym testom w tajnym ośrodku rządowym. W 1979 roku, w wieku 14 lat, nie mogąc już dłużej znieść testów, Samantha uciekła i została przyjęta do szpitala. Kiedy do szpitala przyszłą po nią grupa mężczyzn, okazało się, że dziewczynka zniknęła z zamkniętego pokoju. Serial nie wyjaśnia do końca (przynajmniej nie w naukowy, racjonalny sposób), co stało się z Samanthą, jednak pielęgniarka, która się nią zajmowała, twierdziła, że dziewczynka (czy też jej dusza) została zabrana w lepsze miejsce przez istoty duchowe – "gwiezdny pył", o którym była mowa wcześniej w tym samym odcinku.

## Aktorki
- Megan Leitch jako dorosła Samantha (odcinki: "Colony", "End Game", "Redux II", "The Sixth Extinction II: Amor Fati"),
- Vanessa Morley jako Samantha – dziecko (odcinki: "Little Green Men", "Herrenvolk", "Paper Hearts", "Demons", "The Truth"),

oraz również jako dziecko: Brianne Benitz w "Miracle Man", Ashlynn Rose w "Dreamland II" i Mimi Paley w "Sein Und Zeit" i "Closure".
Postać Samanthy pojawia się również "na zdjęciu" – w odcinku "Conduit" (nazwisko "aktorki" nieznane) i "Redux II" (Vanessa Morley) oraz w filmach Z Archiwum X: Pokonać przyszłość i Z Archiwum X: Chcę wierzyć (Morley). Sceny z Samanthą zawarte były także w odcinku "Memento Mori" (w tej roli Morley), ale w ostatecznym kształcie odcinka zostały wycięte.